# Gunder Hägg
Gunder Hägg (Bräcke, 31 dicembre 1918 – Malmö, 27 novembre 2004) è stato un mezzofondista svedese, che negli anni quaranta stabilì ben 15 record mondiali individuali su diverse distanze dai 1500 m ai 5000 m (più un primato nella staffetta 4x1500 m), meritandosi gli appellativi di recordman dei record e Under-Gunder (la meraviglia Gunder).

## Biografia
Il suo anno d'oro fu il 1942. Nell'arco di tre mesi stabilì 10 primati del mondo. Fu il primo uomo ad infrangere la barriera dei 14 minuti sui 5000 metri: il 20 settembre 1942, a Göteborg, fermò il cronometro a 13.58"2, migliorando di ben 10 secondi il precedente primato. Il record di Hägg resistette per dodici anni, fino al 1954, quando fu battuto da Emil Zátopek.
Quell'anno ricevette la Medaglia d'oro dello Svenska Dagbladet, il premio assegnato dal quotidiano Svenska Dagbladet al miglior sportivo svedese dell'anno.
Nel 1943 fece una tournée negli USA, vincendo otto gare su otto, e ricevendo il premio di atleta maschile dell'anno dalla Associated Press. Il 17 agosto 1945 stabilì il record del mondo sul miglio con il tempo di 4.01,4, che sarebbe rimasto imbattuto per nove anni.
Dal 1941 al 1945 Gunder Hägg stabilì 16 primati del mondo:
- tre record sui 1500 m (primato personale 3.43,0)
- tre record sul miglio (primato personale 4.01,4)
- tre record sulle due miglia (primato personale 8.42,8)
- due record sulle 3 miglia (primato personale 13.32,4)
- due record sui 2000 m (primato personale 5.11,8)
- un record sui 3000 m (8.01,2)
- un record sui 5000 m (13.58,2)
- un record nella 4 × 1 500 m (15.38,6)

In quegli anni il suo principale avversario fu il connazionale Arne Andersson. La competizione fu per entrambi un costante stimolo a migliorarsi; infatti i due si alternarono più volte come primatisti mondiali sia sui 1500 m che sul miglio.
Gunder Hägg non partecipò mai alle Olimpiadi. Le due edizioni dei Giochi del 1940 e del 1944 non vennero disputate a causa della seconda guerra mondiale. Nel 1946 venne dichiarato professionista per aver ricevuto premi in denaro; privato della qualifica di dilettante, non poté presentarsi alle Olimpiadi di Londra 1948.
Ritiratosi dalle competizioni, Hägg fece diversi lavori, tra cui il taglialegna, il vigile del fuoco, il commesso. Nel 1987 pubblicò la sua autobiografia dal titolo Mitt livs lopp. Negli ultimi anni di vita, a causa delle sue precarie condizioni di salute, fu ricoverato in una casa di riposo e costretto a muoversi su una sedia a rotelle.